# شبح فرانكشتاين
شبح فرانكنشتاين، هو فيلم اميركي رعب صدر في عام 1942. الفيلم هو الرابع في سلسلة من الأفلام التي تنتجها يونيفرسال ستوديوز من اقتباس الكاتبة الإنكليزية مبدعة شخصية فرانكنشتاين ماري شيلي مقتبسها ومهيئها في سيناريو فيلم هو  لون تشاني جونيور تحت عنوان الوحش فرانكنشتاين، مثل البطولة بوريس كرلوف، الذي لعب دورا في الأفلام الثلاثة الأولى من هذه السلسلة، و لوغوسي بيلا في ثاني ظهور له حيث مثل إيغور الوحش. شارك في التمثيل ليونيل أتويل، سيدريك هاردويك، رالف بيلامي وأنكيرس إيفلين.

## قصة الفيلم
في عام 1901، سكان قرية فرانكشتاين يشعرون أنهم تحت لعنة ولوم كل متاعبهم من الوحش فرانكنشتاين. الشائعات تدور حول إيغور الذي لا يزال على قيد الحياة ويعتقدون أنه أن يحاول إحياء الوحش. ضغط القرويون على العمدة في السماح لهم بتدمير قلعة فرانكشتاين. إيغور (لوغوسي بيلا) حاول أن يقاوم، ولكن القرويين دفعو البوابات لبدؤو في تدمير القلعة. إيغور، فر من خلال السراديب التحتية للقلعة، ويرى الوحش يخرج من قبره المحترق من فعل الانفجارات. التعرض إلى الكبريت ضعف الوحش ولكن أيضا حافظ عليه. متخفين من القرويين، إيغور والوحش تمكنو من الفرار من القلعة إلى المناطق الريفية المحيطة بها، وهناك كانت تواجه عاصفة رعدية قوية. صعق الوحش بصاعقة، ولكن بدلا من التعرض للأذى من قبل ذلك، وصار شابا قويا .قرر إيغور أن يجد لودفيغ، الابن الثاني من فرانكنشتاين الأصلي، لمساعدة الوحش.

## توزيع أدوار
- لون تشاني جونيور في دور الوحش فرانكنشتاين
- سيدريك هاردويك في دور الدكتور لودفيغ فرانكشتاين وهنري فرانكشتاين
- رالف بيلامي في إريك إرنست
- ليونيل آتويل في دور دكتور ثيودور بومر
- بيلا لوغوسي في دور إيغور
- مرساة إيفلين في إلسا فرانكشتاين
- جانيت آن جالو في كلوستين هوسمان
- بارتون ياربوروغ في دور دكتور كيترينج
- دوريس لويد في مارثا
- ليلاند هودجسون رئيسا كونستابل
- أولاف هيتين في هوسمان
- هربرت هولمز في المحقق

## وصلات خارجية
- شبح فرانكشتاين على موقع IMDb (الإنجليزية)
- شبح فرانكشتاين على موقع الموسوعة البريطانية (الإنجليزية)
- شبح فرانكشتاين على موقع روتن توميتوز (الإنجليزية)
- شبح فرانكشتاين على موقع ألو سيني (الفرنسية)
- شبح فرانكشتاين على موقع Turner Classic Movies (الإنجليزية)
- شبح فرانكشتاين على موقع أول موفي (الإنجليزية)
- شبح فرانكشتاين على موقع بوكس أوفيس موجو (الإنجليزية)
- شبح فرانكشتاين على موقع فيلمافينيتي (الإسبانية)
- شبح فرانكشتاين على موقع قاعدة بيانات الأفلام السويدية (السويدية)
- شبح فرانكشتاين على موقع قاعدة بيانات الفيلم (الإنجليزية)
- The Ghost of Frankenstein (1942) More at IMDbPro